# Cementiri rus de Sainte-Geneviève-des-Bois
El cementiri rus de Sainte-Geneviève-des-Bois, específicament el conegut com el Cimetière de Liers, és un fossar de l'Església Ortodoxa Russa, situat al carrer Léo Lagrange de Sainte-Geneviève-des-Bois, al departament de l'Essonne, dins la regió de l'Illa de França. El cementiri va esdevenir un indret ortodox rus l'any 1926, després que un grup d'immigrants blancs s'haguessin establert al Château de la Cossonnerie. Al fossar hi ha enterrats més de 10.000 emigrants russos, entre ells molts personatges famosos com el Premi Nobel Ivan Bunin o el cineasta Andrei Tarkovski.